# ESP8266
ESP8266 – układ system-on-a-chip opracowany przez chińskiego producenta Espressif System. Układ integruje w sobie elementy niezbędne do komunikacji przez WiFi w standardzie 802.11 b/g/n. Moduły te stały się popularne dzięki firmie Ai-Thinker, która zaczęła produkcję modułów zawierających na jednej płytce drukowanej układ ESP, pamięć FLASH oraz antenę. Następcą ESP8266 jest wyposażony w Bluetooth ESP32. 

## Specyfikacja[3]
- Procesor Tensilica L106 32-bit 80 MHz lub 160 MHz;
- Komunikacja WiFi 
  - standard 802.11 b/g/n 2,4 GHz
  - prędkość transmisji do 72,2 Mb/s
  - zabezpieczenia: WPA/WPA2
- Napięcie zasilania 4,8 - 12 V;
- interfejsy: UART/SDIO/SPI/I2C/I2S/IR (zdalne sterowanie).